# König Albert (Schiff, 1899)
Die König Albert wurde als Reichspostdampfer des Norddeutschen Lloyd (NDL) für die gemeinsam mit der Hapag betriebene Linie nach Ostasien gebaut. Für diesen Dienst bestellten beide Reedereien je zwei neue Schiffe der Barbarossa-Klasse, nachdem bereits vier Schiffe im Australien-Dienst eingesetzt wurden. Die Ostasienschiffe hatten mit zwei Schornsteinen und zwei Masten das gleiche Aussehen wie ihre Schwesterschiffe.
Ab 1903 war die König Albert hauptsächlich zwischen Italien und den USA im Einsatz. 1915 wurde sie in Italien beschlagnahmt, als Hospitalschiff umgebaut und in Ferdinando Palasciano umgetauft. Nach dem Weltkrieg lief sie kurzzeitig unter italienischer Flagge im Passagierdienst zwischen Italien und den USA.

## Einsatz beim NDL

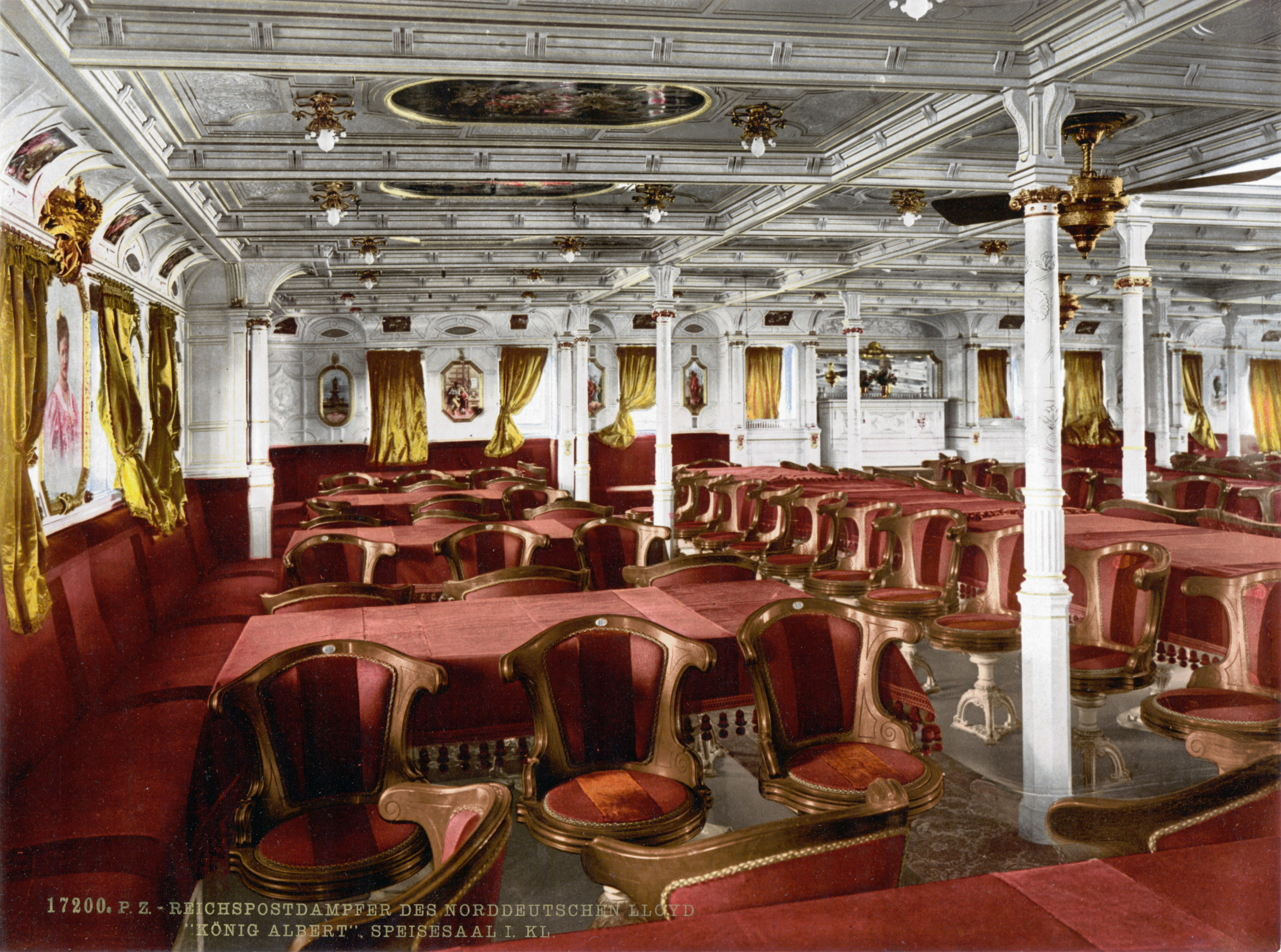
Speisesaal der König Albert

Die 5,384 Millionen Goldmark teure König Albert wurde beim Stettiner Vulcan gebaut und am 27. September 1899 in Dienst gestellt. Auf ihrer Jungfernfahrt ab 4. Oktober 1899 lief sie von Hamburg durch den Sueskanal nach Yokohama, das damit neuer Endpunkt der Ostasienpostlinie wurde. Nach ihr kam 1899 mit der Hamburg der erste Barbarossa-Liner der Hapag in Dienst. Im Jahr darauf, als es durch den Boxeraufstand in China zu einem großen Fracht- und Passagierbedarf kam, folgten noch die Prinzess Irene für den NDL und die Kiautschou für die Hapag.
Die König Albert führte während ihrer Dienstzeit beim NDL insgesamt acht Rundreisen nach Ostasien durch, ihr Schwesterschiff Prinzess Irene sieben. (Für die Hapag-Schwestern Hamburg und Kiautschou wurden keine Werte gefunden.) Dennoch scheinen sich die Barbarossa-Dampfer auf der Ostasienstrecke nicht bewährt haben.
Am 3. März 1903 startete sie erstmals von Bremerhaven über Cherbourg nach New York. Am 16. April 1903 wurde die König Albert dann erstmals von Genua über Neapel nach New York eingesetzt, um anschließend hauptsächlich auf dieser Linie zu verbleiben. Am 30. April 1903 wurde auch das Schwesterschiff Prinzess Irene erstmals zwischen Genua und New York eingesetzt.

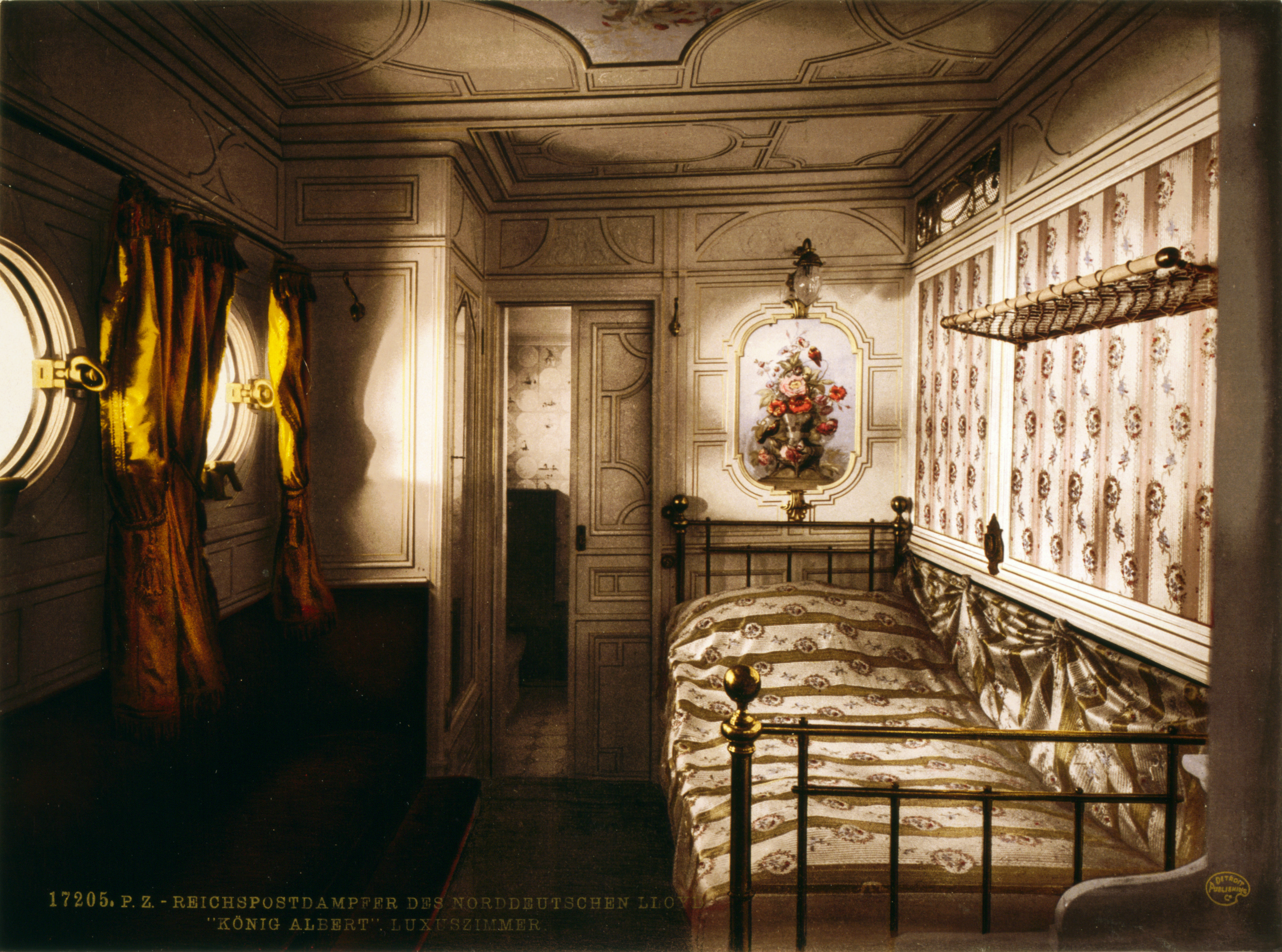
Luxuskabine der König Albert

Die beiden ehemaligen Ostasienschiffe waren von 1903 bis 1914 die Hauptträger dieser Linie. Anfangs mit der alten Hohenzollern eingesetzt (zuletzt am 21. Mai 1906), konnte sich der NDL sich mit dieser Linie sofort den größten Anteil (24 %) des Verkehrs mit italienischen Auswandern sichern.
Zeitweise wurden drei weitere Barbarossa-Dampfer des NDL auf dieser Strecke eingesetzt, so die Königin Luise (erstmals am 25. Februar 1904, zuletzt am 25. Mai 1911), die Barbarossa (erstmals am 16. März 1906, 18 Reisen bis zum 6. November 1913) und die Friedrich der Große (erstmals am 22. März 1907, 16 Reisen bis zum 25. Juli 1912). Hinzu kam am 15. Mai 1909 noch die erheblich größere Berlin.
Außerhalb der Nordatlantiklinie lief die König Albert am 12. März 1904 unter Kapitän Charles August Polack mit Kaiser Wilhelm II an Bord als Kaiseryacht von Bremerhaven ins Mittelmeer.
Ihre letzte Rundreise für den NDL begann am 11. Juni 1914.

## Einsatz in Italien
Bei Kriegsbeginn befand sich die König Albert in Genua und wurde dort aufgelegt. Als der ehemalige Verbündete Italien im Mai 1915 dem Krieg gegen Deutschland beitrat, wurde das Schiff von der italienischen Regierung beschlagnahmt, in ein Hospitalschiff umgebaut und nach einem italienischen Arzt und Politiker Ferdinando Palasciano benannt.
1920 charterte die Navigazione Generale Italiana in Genua das Schiff und setzte es ab dem 15. Juni 1920 auf der Strecke Genua–Neapel–New York ein. Am 13. April 1921 begann die ehemalige König Albert ihre sechste und letzte Reise. Danach wurde das Schiff 1923 in ein Ausstellungsschiff umgebaut, in Italia umbenannt und 1926 abgewrackt.